# Petra Burka
Petra Burka (Amsterdam, 17 november 1946) is een Canadees voormalig kunstschaatsster en kunstschaatscoach.
Burka werd in Nederland geboren als dochter van Ellen Burka. In 1950 ging het gezin naar Canada waar haar ouders al snel uit elkaar gingen. Burka, die gecoacht werd door haar moeder, was een succesvol kunstrijdster en won onder meer brons op de Olympische Winterspelen 1964, en goud op de Wereldkampioenschappen kunstschaatsen 1965. Later werd ze commentator en coach.

## Erelijst
- Olympische Winterspelen:
  -  1964
- Wereldkampioenschappen kunstschaatsen
  -  1965,  1964 en 1966
- Noord-Amerikaanse kampioenschappen:
  -  1965,  1963
- Canadese kampioenschappen:
  -  1964, 1965 en 1966,  1962 en 1963